# HMS E34
HMS E34 – brytyjski okręt podwodny typu E. Zbudowany w latach 1916–1917 w John I. Thornycroft & Company, Woolston. Okręt został wodowany 21 stycznia 1917 roku i rozpoczął służbę w Royal Navy 1 listopada 1916 roku. 
10 maja 1918 roku w czasie patrolu w okolicach Harwich okręt E34 storpedował niemiecki okręt podwodny SM UB-16, tylko jeden niemiecki marynarz został uratowany, dowódca UB-16 Oberleutnant zur See Vicco von der Lühe. 
E34 został przystosowany do stawiania min. 20 lipca 1918 roku jednostka została wysłana w misję stawiania min w okolicach wyspy Vlieland. Okręt nie powrócił z misji i został uznany za zatopiony.